# Place des Grès
La place des Grès est une voie située dans le quartier de Charonne du 20e arrondissement de Paris.

## Situation et accès

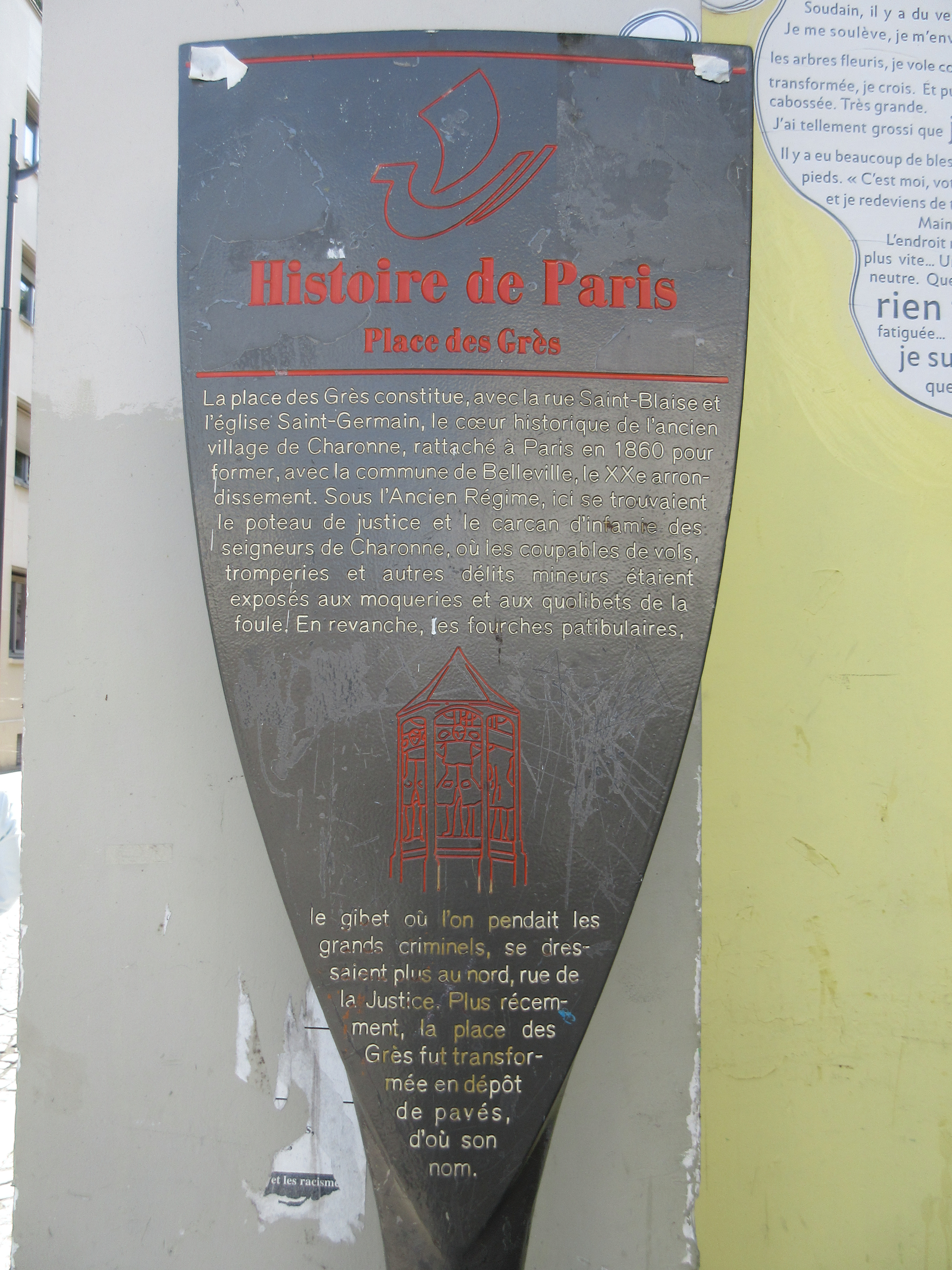
Panneau Histoire de Paris

La place des Grès est desservie à proximité par la ligne 3 à la station Porte de Bagnolet.

## Origine du nom
Son nom fait référence à un ancien dépôt de pavés. On appelait autrefois « grès » les pavés taillés dans du grès de Fontainebleau.

## Historique
Cette place faisait partie avec la rue Saint-Blaise et l'église Saint-Germain de Charonne du cœur du village de Charonne.
Au Moyen Âge, cet emplacement était occupé par le poteau de justice et le carcan d'infamie des seigneurs de Charonne. On y rendait seulement la justice avant que le condamné soit emmené plus loin, au nord de la commune, à l'emplacement de l'actuelle rue de la Justice, pour y être, éventuellement, exécuté par pendaison ou décapitation.
Dans des documents de police ou fiscaux, elle est nommée « place au Gray » ou « place au poteau », au XVIIIe siècle.
Après l'annexion de Charonne par Paris, en 1860, la place est classée dans la voirie parisienne par un décret en date du 23 mai 1863.

## Bâtiments remarquables et lieux de mémoire
- Le square des Grès.
- Au no 3, une plaque commémorative fantaisiste est apposée au début des années 2000 : « Louise LAVIERGE, Mère de famille, EST NEE DANS CET IMMEUBLE / EN 1952 »[3].